# Nati nel 1691
| Questa pagina contiene informazioni ricavate automaticamente dalle voci biografiche con l'ausilio del template Bio e di un bot. L'aggiornamento è periodico e automatico e ricostruisce completamente la pagina. Se manca una persona in questa lista, sei pregato di non aggiungerla, ma accertati piuttosto che la sua voce biografica contenga il template Bio e che i dati anagrafici siano correttamente compilati. Se il template Bio manca, inseriscilo tu stesso o, in alternativa, metti l'avviso {{tmp\|Bio}} che ne segnala la mancanza. Se i dati riportati sono sbagliati, correggi direttamente la voce biografica; le modifiche saranno visibili in questa lista entro pochi giorni. Per chiarimenti vedi il progetto biografie. La lista contiene solo le 69 persone che sono citate nell'enciclopedia e per le quali è stato implementato correttamente il template Bio. Pagina aggiornata al 26 lug 2025. |

## Gennaio(4)
- 16 gennaio - Peter Scheemakers, scultore fiammingo († 1781)
- 21 gennaio - Ippolito Rossi, nobile e vescovo cattolico italiano († 1775)
- 23 gennaio - Jacques-Guillaume Van Blarenberghe, pittore francese († 1742)
- 27 gennaio - Cristiano Ulrico II di Württemberg-Wilhelminenort, generale prussiano († 1734)

## Febbraio(5)
- 2 febbraio - Martin Berteau, violoncellista e compositore francese († 1771)
- 2 febbraio - Mario Bolognetti, cardinale italiano († 1756)
- 3 febbraio - George Lillo, scrittore e drammaturgo inglese († 1739)
- 10 febbraio - Samuel Wesley, poeta e religioso britannico († 1739)
- 27 febbraio - Edward Cave, editore e tipografo inglese († 1754)

## Marzo(7)
- 1º marzo - Domenico Vandelli, scienziato, cartografo e matematico italiano († 1754)
- 4 marzo - Pierre-Herman Dosquet, vescovo cattolico belga († 1777)
- 7 marzo - Francesco Alborea, violoncellista e compositore italiano († 1739)
- 16 marzo - Francesco Lanfreschi, arcivescovo cattolico italiano († 1754)
- 20 marzo - Dorotea Guglielmina di Sassonia-Zeitz, duchessa († 1743)
- 22 marzo - Philipp von Stosch, antiquario prussiano († 1757)
- 28 marzo - Charles Emil Lewenhaupt, generale svedese († 1743)

## Aprile(8)
- 2 aprile - Cristiano Ernesto di Stolberg-Wernigerode, politico e nobile tedesco († 1771)
- 5 aprile - Luigi VIII d'Assia-Darmstadt, nobile († 1768)
- 8 aprile - Jacopo Linussio, imprenditore italiano († 1747)
- 19 aprile - Nicola Tagliacozzi Canale, architetto, ingegnere e incisore italiano († 1763)
- 23 aprile - René Hérault, politico, magistrato e nobile francese († 1740)
- 23 aprile - Johann Friedrich Weidler, matematico e fisico tedesco († 1755)
- 27 aprile - Augusto di Schwarzburg-Sondershausen, principe († 1750)
- 28 aprile - Josef Antonín Planický, compositore boemo († 1732)

## Maggio(1)
- 23 maggio - Gioseffo Orsoni, pittore e scenografo italiano († 1755)

## Giugno(6)
- 2 giugno - Niccolò Nasoni, pittore e architetto italiano († 1773)
- 3 giugno - Philipp Josef von Orsini-Rosenberg, nobile, diplomatico e politico austriaco († 1765)
- 8 giugno - James Cecil, V conte di Salisbury, nobile e politico inglese († 1728)
- 17 giugno - Giovanni Paolo Pannini, pittore, architetto e scenografo italiano († 1765)
- 17 giugno - Giorgio Augusto di Erbach-Schönberg, nobile tedesco († 1758)
- 20 giugno - Pietro Antonio Magatti, pittore italiano († 1767)

## Luglio(1)
- 24 luglio - Harry Powlett, IV duca di Bolton, politico inglese († 1759)

## Agosto(7)
- 5 agosto - Charles d'Orléans de Rothelin, numismatico, teologo e presbitero francese († 1744)
- 8 agosto - Paolo della Silva y Rido, nobile, politico e giurista italiano († 1789)
- 17 agosto - Johann Christian Kirchner, scultore tedesco († 1732)
- 25 agosto - Alessandro Galilei, architetto italiano († 1737)
- 27 agosto - Giovanni Battista Baratta, vescovo cattolico italiano († 1748)
- 28 agosto - Domëne Moling, scultore austriaco († 1761)
- 28 agosto - Elisabetta Cristina di Brunswick-Wolfenbüttel († 1750)

## Settembre(6)
- 3 settembre - Antonio Maria Arduini, vescovo cattolico italiano († 1777)
- 3 settembre - Armande Félice de La Porte Mazarin, nobildonna francese († 1729)
- 3 settembre - Ana Maria de Lorena, nobildonna portoghese († 1761)
- 20 settembre - Giovanni Francesco Crivelli, matematico e religioso italiano († 1743)
- 22 settembre - Louis-Philippe de Rigaud de Vaudreuil, generale francese († 1763)
- 29 settembre - Richard Challoner, vescovo cattolico, scrittore e insegnante inglese († 1781)

## Ottobre(2)
- 18 ottobre - Edvige Federica di Württemberg-Veltingen, principessa tedesca († 1752)
- 20 ottobre - Caterina Ivanovna Romanova, principessa russa († 1733)

## Novembre(4)
- 1º novembre - Girolamo Birago, scrittore, commediografo e poeta italiano († 1773)
- 9 novembre - Anton Francesco Gori, italiano († 1757)
- 10 novembre - Guglielmo Enrico di Sassonia-Eisenach, duca († 1741)
- 11 novembre - Peregrine Osborne, III duca di Leeds, nobile e politico inglese († 1731)

## Dicembre(1)
- 10 dicembre - Decio Frascadore, pittore italiano († 1772)

## Senza giorno specificato(17)
- Thomas Amory, scrittore irlandese († 1788)
- Giorgio Borghese, politico italiano († 1766)
- Giovanni Battista Chiappe, pittore italiano († 1768)
- Thomas Cochrane, VIII conte di Dundonald, ufficiale e politico scozzese († 1778)
- Francesca Cuzzoni, soprano italiano († 1772)
- Francesco Feo, compositore italiano († 1761)
- Andrea Gerini, nobile e mecenate italiano († 1766)
- Louis Homet, cantore e compositore francese († 1767)
- Samuel Johnson, drammaturgo inglese († 1773)
- Henry Lee I, militare inglese († 1747)
- Thomas Lumley-Saunderson, III conte di Scarbrough, ufficiale e politico inglese († 1752)
- Philip Miller, botanico inglese († 1771)
- Litterio Paladino, incisore e pittore italiano († 1743)
- Joseph Charles Roëttiers, medaglista francese († 1779)
- Ferdinando Ruggieri, architetto italiano († 1741)
- Bartolomeo Terchi, ceramista italiano († 1766)
- Francesco Emanuele Valguarnera, nobile, politico e militare italiano († 1770)